# .bs
.bs – domena internetowa przypisana od roku 1991 do Wysp Bahama i administrowana przez College of the Bahamas.

## Domeny drugiego poziomu
- com.bs: podmioty komercyjne
- net.bs: dostawców sieci
- org.bs: organizacje niekomercyjne
- edu.bs: instytucje edukacyjne
- gov.bs: ministerstwa i agencjie rządowe
- we.bs: osoby